# 歴史の一覧
歴史の一覧（れきしのいちらん）はテーマ史の一覧。

## 哲学・宗教の歴史
- 哲学史
- 宗教の歴史
  - キリスト教の歴史
  - イスラム教の歴史
  - 仏教の歴史
  - 日本のキリスト教史
- 政教分離の歴史
- 北海道の神社の歴史
- 東大寺の歴史

## 社会の歴史
- 社会史
  - 女性史

### 法律・制度の歴史
- 法制史
  - 日本の法制史

### 教育の歴史
- 教育史
  - 西洋教育史
  - 日本の教育史

### 経済・商業の歴史
- 経済史
  - 経済学史
  - 中国の通貨制度史
- 通信社の歴史
- 東京駅の歴史

### その他
- 日本の労働運動史

## 医学・疾病の歴史
- 医学史
- 鍼灸史
- 歯学史
- 薬学史
- 薬事法の歴史
- 感染症の歴史

## 科学・技術の歴史
- 科学史
- 生物学史
- 数学史
- 毒の歴史
- 中国の科学技術史

### 自然史
自然科学ではなく、自然そのもの。
- 宇宙の年表
- 地球史年表
- 地質時代

### 技術史
ある程度の文量の歴史的な説明がある項目も含む。
- 素材
  - ガラス
- 軍事
  - 航空母艦
  - 核兵器の歴史
- 交通
  - 鉄道の歴史
    - 日本の鉄道史

  - 飛行機の歴史
- 情報技術の歴史
  - パーソナルコンピュータの歴史
  - 電卓の歴史
- 土木・建築
  - 建築史

## 芸術・美術・文学史
- 音楽史
  - 吹奏楽の歴史
  - ロシアのクラシック音楽史
  - AKB48の歴史
  - モーニング娘。の歴史
- 建築史
  - 日本建築史
    - 日本近代建築史
- 映画史
- 演劇の歴史
- 美術史
  - 日本美術史
  - 西洋美術史
  - 日本の書道史
    - 日本の書流
    - 禅林墨跡
    - 日本の書論

  - 中国の書道史
    - 集帖
    - 中国の書論
- 写真史
  - 日本写真史
  - 中国・台湾の写真史
  - 韓国・朝鮮の写真史
  - カメラの歴史
- 文学史
  - 日本の上代文学史
  - 日本の中古文学史
  - 日本の近世文学史
  - 日本の近現代文学史
- 英語史

## 娯楽文化の歴史
- 囲碁の歴史
- スポーツの歴史
  - 野球の歴史
  - サッカーの歴史
  - フィギュアスケートの歴史
  - 日本のボクシング史
  - F1世界選手権の歴史
  - ロードレース世界選手権の歴史
  - ローイング競技の歴史
- コーヒーの歴史
- 日本お笑い史
- アニメの歴史
- コンピュータゲームの歴史
  - PlayStation 3の歴史
- 2ちゃんねるの歴史

## 日本の地方史・地域史
- 霞ヶ浦の歴史
- 隠岐の歴史
- 奄美群島の歴史

### 都道府県
- 熊本県の歴史
- 東京都の歴史
- 沖縄県の歴史

### 市区町村
政令指定都市
- 川崎市の歴史
- 新潟市の歴史
- 横浜市の歴史

市
- 糸魚川市の歴史
- 魚沼市の歴史
- 東御市の歴史
- 八王子市の歴史
- 松本市の歴史